# حسینه بمب اتم
حسینه بمب اتم (به اردو: حسینه اتیم بم) یک فیلم کالت ساخت پاکستان است که در سال ۱۹۹۰ منتشر شد. سعید علی خان کارگردان این فیلم است. این فیلم در آغاز به زبان پشتو و با بودجهٔ پایین ساخته شد و بعد از آن که به زبان اردو دوبله شد به یک بلاکباستر در سطح ملی تبدیل شد.